# Jacques Dufilho
Jacques Dufilho (19 de febrero de 1914 – 28 de agosto de 2005) fue un actor teatral, cinematográfico y televisivo de nacionalidad francesa.

## Biografía
Nacido en Bègles, Francia,  su nombre completo era Jacques Gabriel Dufilho.  Estudió agricultura, tras lo cual dejó su tierra natal par air a vivir a París con la intención de dedicarse a la pintura y la escultura. Pero gracias a su mentor, el actor Charles Dullin, debutó como artista de cabaret en 1938 en el local de Agnès Capri, el Petit Théâtre de nuit.
Dufilho participó en la Segunda Guerra Mundial, formando parte del 29º grupo de reconocimiento de división de infantería (GRDI), dentro del 2º regimiento de húsares. En 1998 fue recompensado con la Legión de Honor por su participación en la contienda.

### Teatro
Gran actor teatral, Jacques Dufilho obtuvo un Premio Molière al mejor actor en 1988 por su papel en Je ne suis pas Rappaport, de Herb Garner.
Su interpretación en El avaro en 1962 fue impresionante. Otra actuación destacada fue la que tuvo en Colombe de Jean Anouilh. Fue intérprete de Marcel Aymé y Jacques Audiberti, y trabajó bajo dirección de André Barsacq.
Obtuvo uno de sus grandes éxitos en 1969 con The Caretaker, de Harold Pinter, y con L'Escalier, bajo dirección de Georges Wilson, con el cual participó en Les Aiguilleurs y Léopold le bien aimé.

### Cine
Su carrera cinematográfica, a menudo en papeles de reparto, tanto en Francia como en Italia, fue muy extensa, trabajando en un total de más de 160 producciones. Aunque algunos de sus filmes fueron mediocre, su talento conseguía que él apareciera siempre con excelentes actuaciones.
Uno de sus papeles más destacados fue el que hizo en 1948 en La Ferme des sept péchés, de Jean Devaivre. Dufilho trabajó con frecuencia en cintas dirigidas por Jean Delannoy, André Hunebelle, Yves Robert, Louis Malle, Michel Audiard, Claude Chabrol, Jean Becker y Claude Sautet, entre otros.
En 1978 consiguió el César al mejor actor secundario por su trabajo en Le Crabe-tambour, de Pierre Schoendoerffer, recompensa que repitió en 1981 con Un mauvais fils, de Claude Sautet. Fue nominado a un nuevo César por su papel en C'est quoi la vie ? en 1999, film por el cual fue premiado como mejor actor en el Festival Internacional de Cine de San Sebastián.
En 1988 consiguió el premio Sept d'or al major actor por su trabajo en el telefilm Une femme innocente, rodado en 1986.

### Últimos años
En 2003 publicó su autobiografía, Les Sirènes du bateau-loup (Fayard).
Además de sus intereses artísticos, Dufilho fue una apasionado de los caballos y de los automóviles Bugatti, además de católico tradicionalista y monárquico legitimista.
Jacques Dufilho falleció en Lectoure, Francia, en 2005, a los 91 años de edad. Se celebró su funeral en la iglesia Sainte-Marie de Mirande, siendo enterrado en el Cementerio de
Ponsampère.

## Filmografía

### Cine

#### 1939-1949
| - 1939: Le Corsaire, de Marc Allégret - 1941: Croisières sidérales, de André Zwobada - 1942: Adieu Léonard, de Pierre Prévert - 1942: Étoiles de demain, de René-Guy Grand - 1944: Premier de cordée, de Louis Daquin - 1947: Le Bateau à soupe, de Maurice Gleize | - 1947: Brigade criminelle, de Gilbert Gil - 1948: La Figure de proue, de Christian Stengel - 1948: Le Destin exécrable de Guillaumette Babin, de Guillaume Radot - 1948: La Ferme des sept péchés, de Jean Devaivre - 1949: Histoires extraordinaires, de Jean Faurez |

#### 1950-1959
| - 1950: Vendetta en Camargue, de Jean Devaivre - 1951: Caroline chérie, de Richard Pottier - 1951: Bibi Fricotin, de Marcel Blistène - 1951: Deux sous de violettes, de Jean Anouilh - 1952: Le Rideau rouge, de André Barsacq - 1952: Le Chemin de Damas, de Max Glass - 1953: Un caprice de Caroline chérie, de Jean Devaivre - 1953: Ma femme, ma vache et moi, de Jean Devaivre - 1953: Saadia, de Albert Lewin - 1954: Le Chevalier de la nuit, de Robert Darène - 1954: Sang et Lumières, de Georges Rouquier - 1954: Cadet Rousselle, de André Hunebelle - 1955: María Antonieta, reina de Francia, de Jean Delannoy - 1956: Milord l'Arsouille, de André Haguet - 1956: Mon curé chez les pauvres, de Henri Diamant-Berger - 1956: Courte tête, de Norbert Carbonnaux - 1956: La Vie est belle, de Roger Pierre y Jean-Marc Thibault - 1956: Notre-Dame de Paris, de Jean Delannoy - 1957: Ce sacré Amédée, de Louis Félix | - 1957: Jusqu'au dernier, de Pierre Billon - 1957: Que les hommes sont bêtes, de Roger Richebé - 1957: The Happy Road, de Gene Kelly - 1957: Mademoiselle Strip-tease, de Pierre Foucaud - 1957: Nathalie, de Christian-Jaque - 1958: A Tale of Two Cities, de Ralph Thomas - 1958: Le Temps des œufs durs, de Norbert Carbonnaux - 1958: Chéri, fais-moi peur, de Jacques Pinoteau - 1958: Et ta sœur, de Maurice Delbez - 1958: Taxi, Roulotte et Corrida, de André Hunebelle - 1958: Maxime, de Henri Verneuil - 1959: Le Petit Prof, de Carlo Rim - 1959: Bobosse, de Étienne Périer - 1959: I Tartassati, de Steno - 1959: Julie la rousse, de Claude Boissol - 1959: Signé Arsène Lupin, de Yves Robert - 1959: Le Travail c'est la liberté, de Louis Grospierre |

#### 1960-1969
| - 1960: X.Y.Z., de Philippe Lifchitz - 1960: Prémédiation, de André Berthomieu - 1960: Zazie dans le métro, de Louis Malle - 1961: Le vergini di Roma, de Carlo Ludovico Bragaglia y Vittorio Cottafavi - 1961: Dans la gueule du loup, de Jean-Charles Dudrumet - 1961: Dans l'eau qui fait des bulles, de Maurice Delbez - 1961: Le Monocle noir, de Georges Lautner - 1961: Tintín y el misterio del Toisón de Oro, de Jean-Jacques Vierne - 1962: La Guerre des boutons, de Yves Robert - 1962: Un clair de lune à Maubeuge, de Jean Chérasse - 1962: Les Travestis du diable, de Jean de Bravura - 1962: L'Âge d'or du fer, de Jacques Valentin - 1962: Snobs !, de Jean-Pierre Mocky - 1962: La Poupée, de Jacques Baratier - 1963: Clémentine chérie, de Pierre Chevalier - 1963: L'assassin connaît la musique..., de Pierre Chenal - 1963: Le Coup de bambou, de Jean Boyer - 1963: Dragées au poivre, de Jacques Baratier | - 1963: Le Bon Roi Dagobert, de Pierre Chevalier - 1963: La Prima Donna, de Philippe Lifchitz - 1964: La Cité de l'indicible peur / La Grande Frousse, de Jean-Pierre Mocky - 1964: Voir Venise... et crever, de André Versini - 1964: La visita del rencor (The visit/Der Besuch) de Bernhard Wicki - 1964: Spuit Elf, de Paul Cammermans - 1964: Mayeux le bossu, de André Charpak - 1965: L'Or du duc, de Jacques Baratier - 1965: James Tont operazione D.U.E., de Bruno Corbucci - 1965: La Communale, de Jean L'Hôte - 1965: Lady L, de Peter Ustinov - 1967: L'Inconnu de Shandigor de Jean-Louis Roy - 1967: Y Manana ?, de Emile Degelin - 1968: Benjamin ou les Mémoires d'un puceau, de Michel Deville - 1969: Les Têtes brûlées, de Willy Rozier - 1969: Appelez-moi Mathilde, de Pierre Mondy - 1969: Un merveilleux parfum d'oseille, de Renaldo Bassi - 1969: Une veuve en or, de Michel Audiard |

#### 1970-1979
| - 1970: Au verre de l'amitié, de Claude Makovski - 1971: Les Bidasses en folie, de Claude Zidi - 1971: Fantasia chez les ploucs, de Gérard Pirès - 1972: Le Chavalanthrope, de Mario Ruspoli - 1972: Une journée bien remplie, de Jean-Louis Trintignant - 1972: Chut !, de Jean-Pierre Mocky - 1973: La Brigade en folie, de Philippe Clair - 1973: Corazón solitario, de Francesc Betriu - 1973: Vive la quille, de Mino Guerini - 1973: Si, si, mon colonel, de Mino Guerrini - 1973: Les Corps célestes, de Gilles Carle - 1974: Professore venga accompagnato dai suoi genitori, de Mino Guerrini - 1974: L'Erotomane, de Marco Vicario - 1974: Voto di castità, de Joe d'Amato - 1974: La Grande Nouba, de Christian Caza | - 1974: Basta con la guerra... facciamo l'amore, de Andréa Bianchi - 1974: Les Superman du kung-fu, de Bitto Albertini - 1975: Ce cher Victor, de Robin Davis - 1975: Buttiglione diventa capo del servizio segreto, de Mino Guerrini - 1975: Milady, de François Leterrier - 1976: Il Medico... la studentessa, de Silvio Amadio - 1976: Dimmi che fai tutto per me, de Pasquale Festa Campanile - 1976: Le Crabe-tambour, de Pierre Schoendoerffer - 1976: La Victoire en chantant, de Jean-Jacques Annaud - 1976: La Grande Bagarre, de Pasquale Festa Campanile - 1977: Ya, ya mon colonel, de Mino Guerrini - 1977: Mocky's Moque n°1, de Jean-Pierre Mocky - 1978: Nosferatu: Phantom der Nacht, de Werner Herzog - 1979: Rue du Pied de Grue, de Jean-Jacques Grand-Jouan |

#### 1980-1989
| - 1980: Le Cheval d'orgueil, de Claude Chabrol - 1980: Un mauvais fils, de Claude Sautet - 1982: Y a-t-il un Français dans la salle ?, de Jean-Pierre Mocky - 1983: Le Moulin de Mr Fabre, de Ahmed Rachedi - 1984: Ma fille, mes femmes et moi, de Pier Giuseppe Murgia - 1984: La Fièvre monte à Castelnau, de Patrice Rolet - 1984: Le Moulin de Monsieur Fabre, de Ahmed Rachedi - 1984: Grand-père s'est encore sauvé, de Jean-Claude Tourneur | - 1986: L'Homme qui n'était pas là, de René Féret - 1987: Le Moulin de Dodé, de Chantal Myttenaere - 1988: À notre regrettable époux, de Serge Korber - 1988: Mangeclous, de Moshé Mizrahi - 1988: Le Radeau de la Méduse, de Iradj Azimi - 1988: La Vouivre, de Georges Wilson |

#### 1990-2004
| - 1991: Les Enfants du naufrageur, de Jerome Foulon - 1993: Pétain, de Jean Marbœuf - 1997: Homère, la dernière odyssée, de Fabio Carpi - 1999: C'est quoi la vie ?, de François Dupeyron | - 1999: La fortuna de vivir, de Jean Becker - 2004: Là-haut, un roi au-dessus des nuages, de Pierre Schoendoerffer |

### Televisión (selección)
| - 1967: Lagardère, de Jean-Pierre Decourt - 1968: Hélène ou la joie de vivre, de Claude Barma - 1969: Le Huguenot récalcitrant, de Jean L'Hôte - 1975: Milady, de François Leterrier - 1978: Ciné-roman, de Serge Moati - 1979: Pierrot mon ami, de François Leterrier - 1979: Le Roi Muguet, de Guy Jorré - 1980: Fantômas, serie de Claude Chabrol y Juan Luis Buñuel | - 1982: Le Fou du viaduc, de Guy Jorré - 1988: Le Vent des moissons, de Jean Sagols - 1990: Orages d'été, avis de tempête, de Jean Sagols - 1990: Stirn et Stern - 1991: Marie Pervenche - 2001: Le Vieil ours et l'enfant |

## Teatro
- La Fontaine aux saints, de John Millington Synge, escenografía de André Clavé
- 1942: Le Misanthrope et l'Auvergnat, de Eugène Labiche, Teatro de l'Atelier
- 1945: Los hermanos Karamazov, de Fiódor Dostoyevski, escenografía de André Barsacq, Teatro de l'Atelier
- 1947: L'An mil, de Jules Romains, escenografía de Charles Dullin, Théâtre de la Ville
- 1947: L'Archipel Lenoir, de Armand Salacrou, escenografía de Charles Dullin, Teatro Montparnasse
- 1949: L'Archipel Lenoir, de Armand Salacrou, escenografía de Charles Dullin, Teatro des Célestins
- 1951: Colombe, de Jean Anouilh, escenografía de André Barsacq, Teatro de l'Atelier
- 1952: Les Gueux au paradis, de Gaston-Marie Martens, Teatro de la Porte Saint-Martin
- 1952: Le Village des miracles, de Gaston-Marie Martens, Teatro de los Campos Elíseos
- 1953: La Garde-malade, de Henri Monnier, escenografía de Georges Wilson, Festival de Aviñón
- 1953: El médico a palos, de Molière, escenografía de Jean-Pierre Darras, Festival de Aviñón
- 1954: Colombe, de Jean Anouilh, escenografía de André Barsacq, Teatro des Célestins, Teatro de l'Atelier
- 1954: La condición humana, de André Malraux, escenografía de Marcelle Tassencourt, Teatro Hébertot
- 1955: L'Imbécile, de Luigi Pirandello
- 1955: Monsieur et Mesdames Kluck, de Germaine Lefrancq, escenografía de Georges Vitaly, Teatro La Bruyère
- 1955: Le Mal court, de Jacques Audiberti, escenografía de Georges Vitaly, Teatro La Bruyère
- 1956: La Nuit romaine, de Albert Vidalie, escenografía de Marcelle Tassencourt, Teatro Hébertot
- 1957: La terre est basse, de Alfred Adam, escenografía de Georges Vitaly, Teatro La Bruyère
- 1958: Le Chinois, de Pierre Barillet y Jean-Pierre Grédy, escenografía de Georges Vitaly, Teatro La Bruyère
- 1958: El sistema Ribadier, de Georges Feydeau, escenografía de Georges Vitaly, Teatro La Bruyère
- 1958: Le Serment d'Horace, de Henry Murger, escenografía de Georges Vitaly, Teatro La Bruyère
- 1958: La Petite Femme de Loth, de Tristan Bernard, escenografía de Georges Vitaly, Teatro La Bruyère
- 1958: Le Ouallou, de Jacques Audiberti, escenografía de Georges Vitaly, Teatro La Bruyère
- 1959: L'Effet Glapion, de Jacques Audiberti, escenografía de Georges Vitaly, Teatro La Bruyère
- 1959: Edmée, de Pierre-Aristide Bréal, escenografía de Georges Vitaly, Teatro La Bruyère
- 1960: L'Effet Glapion, de Jacques Audiberti, escenografía de Georges Vitaly, Théâtre royal du Parc
- 1960: Le Mariage de Monsieur Mississippi, de Friedrich Dürrenmatt, escenografía de Georges Vitaly, Teatro La Bruyère
- 1961: Le Rêveur, de Jean Vauthier, escenografía de Georges Vitaly, Teatro La Bruyère
- 1961: Les Maxibules, de Marcel Aymé, escenografía de André Barsacq, Théâtre des Bouffes-Parisiens
- 1962: El avaro, de Molière, escenografía de André Barsacq, Teatro de l'Atelier
- 1963: La visita de la vieja dama, de Friedrich Dürrenmatt
- 1965: Pourquoi pas Vamos, de Georges Conchon, escenografía de Jean Mercure, Teatro Edouard VII
- 1967: Décibel, de Julien Vartet, escenografía de Pierre Dux, Teatro de la Madeleine
- 1967: Chêne et lapins angora, de Martin Walser, Teatro Nacional Popular y Teatro de Chaillot
- 1969: The Caretaker, de Harold Pinter, escenografía de Jean-Laurent Cochet, Théâtre Moderne
- 1971: The Caretaker, de Harold Pinter, escenografía de ne Jean-Laurent Cochet, Teatro des Célestins, giras Herbert-Karsenty
- 1972: Los hermanos Karamazov, de Fiódor Dostoyevski, escenografía de Georges Vitaly, Teatro Graslin
- 1978: Les Aiguilleurs, de Brian Phelan, escenografía de Georges Wilson, Teatro de l'Œuvre
- 1980: L'Intoxe, de Françoise Dorin, escenografía de Jean-Laurent Cochet, Théâtre des Variétés
- 1982: Sarah, de John Murrell, escenografía de Georges Wilson, Teatro de l'Œuvre
- 1985: Sarah, de John Murrell, escenografía de Georges Wilson, Teatro des Célestins
- 1985: L'Escalier, de Charles Dyer, escenografía de Georges Wilson, Teatro de l'Œuvre
- 1986: Léopold le bien-aimé, de Jean Sarment, escenografía de Georges Wilson, Teatro de l'Œuvre
- 1988: Je ne suis pas rappaport, de Herb Gardner, escenografía de Georges Wilson, Teatro de l'Œuvre
- 1989: The Caretaker, de Harold Pinter, escenografía de Georges Wilson, Teatro de l'Œuvre
- 1991: Le Météore, de Friedrich Dürrenmatt, escenografía de Georges Wilson, Teatro de l'Œuvre
- 1993: Ne coupez pas mes arbres, escenografía de Michel Roux, Théâtre du Gymnase Marie-Bell
- 1994: Show bis, de Neil Simon, escenografía de Georges Wilson, Théâtre des Bouffes-Parisiens
- 1997: Ma petite fille, mon amour, de Jean-Claude Sussfeld, escenografía de Yves Le Moign', Teatro Montansier
- 1998: Ma petite fille, mon amour, de Jean-Claude Sussfeld, escenografía de Yves Le Moign', Teatro Fontaine

## Premios y distinciones
Festival Internacional de Cine de San Sebastián
| Año  | Categoría                         | Película         | Resultado |
| ---- | --------------------------------- | ---------------- | --------- |
| 1999 | Concha de Plata al mejor Director | Hoy empieza todo | Ganador   |

- 1969: Premio Béatrix Dussane-André Roussin por The Caretaker
- Premios César 1978: César al mejor actor secundario por Le Crabe-tambour
- Premios César 1981: César al mejor actor secundario por Un mauvais fils
- Premio Molière de 1987: nominado al por L'Escalier
- 1988: Premio Sept d'or al mejor actor por Une femme innocente
- Premio Molière de 1988: nominado por Je ne suis pas Rappaport
- Premios César 2000: nominado al César al mejor actor secundario por C'est quoi la vie ?